# 小林丈広
小林 丈広（こばやし たけひろ、1961年2月9日-）は、日本の歴史学者。同志社大学文学部文化史学科教授。同大学社史資料センター所長。専門は日本近現代史。

静岡県静岡市出身。金沢大学卒業、1986年金沢大学大学院文学研究科修士課程修了。京都市歴史資料館研究員、奈良大学文学部教授を経て、現職。

## 著書

### 単著
- 『明治維新と京都　公家社会の解体』（臨川書店、1998年）
- 『京都町式目集成（叢書京都の史料3)』（京都市歴史資料館、1999年）
- 『近代日本と公衆衛生　都市社会史の試み』（雄山閣出版、2001年）

### 編著
- 『都市下層の社会史』（解放出版社、2003年）
- 『京都における歴史学の誕生  日本史研究の創造者たち』（ミネルヴァ書房、2014年

### 共著
- (高木博志・三枝暁子)『京都の歴史を歩く』（岩波書店、2016年）

### 監修
- （小野尚香・松中博）『近代都市の衛生環境 京都編』全38巻+別冊1＜近代都市環境研究資料叢書３＞（近現代資料刊行会、2010年-2011年）